# Osman Digna

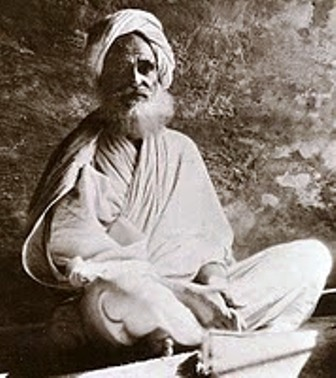
Osman Digna in höherem Alter

Osman Digna (arabisch عثمان دقنة ʿUthmān Diqna, eigentlich Uthman abu Bakr Diqna; auch Osman Digma; * 1836 in Suakin; † 1926 in Wadi Halfa) war, während des Mahdiaufstandes im Sudan, ein Befehlshaber der Mahdisten im Rang eines Amir al-Umara.
In Großbritannien wurde Osman Digna zu einer berüchtigten Figur, die sowohl als Wilder dämonisiert, aber auch als Krieger respektiert wurde. Winston Churchill beschrieb ihn als einen „klugen“ und „umsichtigen“ Mann und nannte ihn „den gefeierten und vielleicht unsterblichen Osman Digna“.

## Leben
Für seinen Vater wurde eine kurdische Abstammung angenommen. Seine Mutter war eine Sudanesin vom Stamm der Hadendoa. Vor seiner militärischen Laufbahn war Osman Digna als Sklavenhändler im östlichen Sudan tätig. Bei einem seiner Sklaventransporte wurde er von der Besatzung eines britischen Kriegsschiffs aufgegriffen und der ägyptischen Regierung übergeben, da Sudan seit 1821 durch das osmanische Ägypten besetzt war. Von dieser wurde er inhaftiert. Nach seiner Freilassung schloss er sich der Urabi-Bewegung, gegen den wachsenden internationalen Einfluss auf Ägypten, an. Nach deren Niederschlagung ging er nach Sudan und folgte dem Mahdi Muhammad Ahmad im inzwischen ausgebrochenen Mahdiaufstand. Der wesentliche Grund dafür war, dass durch die anglo-ägyptischen Maßnahmen gegen den Sklavenhandel seine Geschäfte gestört wurden.
Osman führte den Aufstand im Osten Sudans im Küstengebiet des Roten Meeres. Er erschien am 5. August 1883 mit 1500 Mann vor der Garnison von Sinkat und forderte diese auf, sich dem Mahdi anzuschließen. Sein darauf folgender Angriff wurde aber zurückgeschlagen, zwei seiner Neffen getötet und er selbst verwundet. Sein nächster Angriff am 9. September wurde ebenfalls abgewehrt. Mitte Oktober konnte Osman Digna eine Entsatztruppe aus Suakin zerschlagen. Sein Ansehen stieg dadurch und seine Gefolgschaft wurde größer. Am 4. November 1883 schlug er ägyptische Truppen, unter dem englischen Konsul von Suakin Hauptmann Moncrieff, bei Tokar. Tokar selbst konnte er im Februar 1884 einnehmen. Gleichzeitig bedrohte er damit die Hauptstadt der Provinz, seine Heimatstadt Suakin. Suakin war für die Briten ein wichtiger Stützpunkt auf dem Seeweg nach Indien. Die Regierung in Kairo entsandte daraufhin eine Streitmacht von 3700 Mann unter General Baker Pascha nach Suakin. Am 4. Februar 1884 konnte Osman Digna das Heer von Valentine Baker Pascha bei El-Teb schlagen. Dabei wurden mehr als 2000 Ägypter getötet.

Karikatur von Edward Linley Sambourne: „Endlich haben wir den alten Osman Digna gefasst!“

Die Briten schickten deshalb noch im Februar 1884 5.000 Mann unter Gerald Graham nach Suakin, um die wichtige Küste des Roten Meeres zu sichern. Graham schlug Osman Digna in der Zweiten Schlacht von El Teb am 29. Februar. Am 13. März unterlag Osman Digna Graham in der blutigen Schlacht von Tamanieh erneut. Das Küstengebiet war nun vorübergehend in anglo-ägyptischer Hand und die britischen Truppen wurden abgezogen. Osman Digna nahm in Tokar seinen Sitz.
Im September 1888 versuchte Osman Digna erneut, die Briten aus Suakin zu vertreiben und belagerte die Stadt. Diese verstärkten deshalb den Stützpunkt, konnten die Belagerung beenden und gingen zum Gegenangriff über. Am 19. Februar 1891 wurde Osman Digna bei Tokar geschlagen, musste die Stadt aufgeben und zog sich zum Atbara zurück.
Nach der Einnahme von Berber im September 1897 durch die anglo-ägyptische Armee unter General Kitchener schloss er sich der Armee Mahmud Ahmads an. Am 8. April 1898 nahm er an der Schlacht am Atbara teil. Nach dem erfolgreichen Angriff der Truppen Kitcheners führte Osman Digna einige tausend Aufständische in einem Rückzug in südlicher Richtung, während der Großteil der Mahdisten getötet oder gefangen genommen wurde. In der entscheidenden Schlacht von Omdurman, am 2. September 1898, war Osman Digna einer der Befehlshaber der Armee Abdallahi ibn Muhammads, des Nachfolgers des Mahdi.
Nach der Niederlage bei Omdurman floh Osman Digna mit Abdallahi ibn Muhammad nach Süden. Hier kontrollierten die beiden bis 1899 das Gebiet von Darfur bis zur Grenze nach Äthiopien. Im Oktober 1899 entsandte Kitchener 8000 Soldaten unter Francis Reginald Wingate, um die Mahdisten endgültig zu schlagen. Osman Digna war der einzige der Anführer der Mahdisten, der in der Schlacht von Umm Diwaykarat entkommen konnte. Er wurde erst am 19. Januar 1900 bei Tokar durch den Chef der Polizei von Suakin gefangen genommen und in Rosette arrestiert. 1908 wurde er freigelassen und lebte bis 1926 bei Wadi Halfa. Am Ende seines Lebens führte er eine Pilgerfahrt nach Mekka durch.